# Sabana de Torres
Sabana de Torres es un municipio colombiano del departamento de Santander.
Ubicado al noroccidente de la capital del departamento, Bucaramanga, se llega por carretera, aproximadamente 110 km desde Bucaramanga tomando la vía a Barrancabermeja, y luego la desviación hacia el Caribe Colombiano en el centro poblado La Fortuna, llamada la Troncal del Magdalena (Ruta 45) o Ruta del Sol (Colombia). Kilómetro 36 de la vía Lizama - San Alberto.
El municipio es un importante productor de petróleo y gas natural provenientes de los campos de Payoa y Provincia, y de arenas aptas para procesar el vidrio (arenas silíceas). Además, posee vastos cultivos de palma africana, convirtiéndose en uno de los municipios con mayor extensión en cultivos de esta planta en el país.

## Geografía
Por su nombre, Sabana de Torres se tiende a considerar como una zona en donde se encontraran tierras planas, pero dentro de los municipios que tienen su bioclima completo en el Magdalena Medio, es el que mayor atributos de relieve local (o morfología no plana) posee, empezando con una zona de lomerío intrincada por las características del sustrato. Subsiguientemente se pasa a una zona de Sabanas que se abre en dos hasta alcanzar las veredas Magará por el Norte y Sabaneta en las riberas del río Sogamoso por el sur. En su parte más central se hallan terrazas, algunas ya disecadas por el uso de sus suelos y su propia dinámica natural. Para terminar se halla en la parte más noroccidental del municipio una zona de bajos o inundable que termina en ecosistemas de humedales. El municipio de Sabana de Torres se encuentra ubicado geográficamente al noroeste del Departamento de Santander, en la región denominada como Magdalena Medio Santandereano.

### Límites
Partiendo de la desembocadura de la Quebrada Doradas sobre el río Lebrija, de este río aguas abajo hasta su confluencia con el río Chocoa o Santos Gutiérrez, delimitando con el municipio de Rionegro.
Río Chocoa o Santos Gutiérrez, aguas arriba, hasta Puerto Escondido, de aquí en línea recta hasta Caño Peruétano en el punto donde desemboca en este Caño el Caño Negro, sigue el Caño Peruétano hasta Ciénaga de Paturia o Paredes y atraviesa la Ciénaga de la Quebrada La Gómez, sigue esta quebrada y luego la Quebrada de La Cristalina hasta su nacimiento, de aquí en línea recta hasta el punto en donde desemboca en el río Sogamoso la Quebrada Payoa, delimitando con el Municipio de Puerto Wilches.
Río Sogamoso hasta donde desemboca en este río el Río Sucio, delimitando con los municipios de Barrancabermeja y San Vicente de Chucurí, sigue Río Sucio aguas arriba hasta donde desemboca en este río la Quebrada Gomero, delimitando en este último trayecto con el municipio de Girón.
La Quebrada Gomero aguas arriba hasta su nacimiento, de aquí en línea recta hasta el nacimiento de la Quebrada Doradas; de esta quebrada aguas abajo hasta su desembocadura sobre el río Lebrija, punto de partida de esta demarcación delimitando con el costado oriental con los municipios de Girón y Lebrija.

### Clima
| Parámetros climáticos promedio de Sabana de Torres                                  | Parámetros climáticos promedio de Sabana de Torres | Parámetros climáticos promedio de Sabana de Torres | Parámetros climáticos promedio de Sabana de Torres | Parámetros climáticos promedio de Sabana de Torres | Parámetros climáticos promedio de Sabana de Torres | Parámetros climáticos promedio de Sabana de Torres | Parámetros climáticos promedio de Sabana de Torres | Parámetros climáticos promedio de Sabana de Torres | Parámetros climáticos promedio de Sabana de Torres | Parámetros climáticos promedio de Sabana de Torres | Parámetros climáticos promedio de Sabana de Torres | Parámetros climáticos promedio de Sabana de Torres | Parámetros climáticos promedio de Sabana de Torres |
| Mes                                                                                 | Ene.                                               | Feb.                                               | Mar.                                               | Abr.                                               | May.                                               | Jun.                                               | Jul.                                               | Ago.                                               | Sep.                                               | Oct.                                               | Nov.                                               | Dic.                                               | Anual                                              |
| ----------------------------------------------------------------------------------- | -------------------------------------------------- | -------------------------------------------------- | -------------------------------------------------- | -------------------------------------------------- | -------------------------------------------------- | -------------------------------------------------- | -------------------------------------------------- | -------------------------------------------------- | -------------------------------------------------- | -------------------------------------------------- | -------------------------------------------------- | -------------------------------------------------- | -------------------------------------------------- |
| Temp. máx. media (°C)                                                               | 34.1                                               | 34.8                                               | 34.6                                               | 33.7                                               | 33.2                                               | 33.3                                               | 33.6                                               | 33.6                                               | 33.0                                               | 32.6                                               | 32.4                                               | 33.1                                               | 33.5                                               |
| Temp. media (°C)                                                                    | 27.7                                               | 28.4                                               | 28.3                                               | 27.8                                               | 27.7                                               | 27.7                                               | 27.8                                               | 27.7                                               | 27.4                                               | 27.0                                               | 27.0                                               | 27.2                                               | 27.6                                               |
| Temp. mín. media (°C)                                                               | 18.9                                               | 19.1                                               | 19.4                                               | 19.5                                               | 19.5                                               | 19.4                                               | 19.0                                               | 19.1                                               | 19.0                                               | 18.9                                               | 19.1                                               | 18.9                                               | 19.2                                               |
| Precipitación total (mm)                                                            | 62.5                                               | 118.0                                              | 225.5                                              | 353.9                                              | 363.5                                              | 286.3                                              | 233.0                                              | 280.1                                              | 324.6                                              | 462.6                                              | 329.2                                              | 158.2                                              | 3197.5                                             |
| Días de precipitaciones (≥ 1 mm)                                                    | 4                                                  | 5                                                  | 9                                                  | 13                                                 | 13                                                 | 11                                                 | 10                                                 | 12                                                 | 13                                                 | 15                                                 | 12                                                 | 7                                                  | 124                                                |
| Horas de sol                                                                        | 232.5                                              | 182.0                                              | 155.0                                              | 141.0                                              | 158.1                                              | 168.0                                              | 198.4                                              | 192.2                                              | 171.0                                              | 164.3                                              | 165.0                                              | 201.5                                              | 2129                                               |
| Humedad relativa (%)                                                                | 81                                                 | 78                                                 | 79                                                 | 83                                                 | 84                                                 | 84                                                 | 82                                                 | 83                                                 | 84                                                 | 86                                                 | 86                                                 | 84                                                 | 82.8                                               |
| Fuente: Instituto de Hidrología, Meteorología e Investigaciones Ambientales (IDEAM) |                                                    |                                                    |                                                    |                                                    |                                                    |                                                    |                                                    |                                                    |                                                    |                                                    |                                                    |                                                    |                                                    |

## División Político-Administrativa
Además de su Cabecera municipal. Sabana de Torres tiene bajo su jurisdicción los siguientes Centros poblados:
- Cerrito
- Kilómetro 36
- La Gómez
- La Pampa
- Payoa Cinco
- Provincia
- Puerto Santos
- Sabaneta
- San Luis de Magará
- San Luis de Riosucio
- Veracruz

## Historia

### La posada de la familia Torres
A finales del siglo XlX -19-, la familia Torres, dueña de una posada, es conocida como una de las primeras colonizadoras del actual municipio. Don José María Torres - El Cacique Payóa -,  por ser el mayor, era quien asumía toda la responsabilidad de la posada, y su esposa María - Yámba -,  que por esa época no tenía hijos, era la encargada de los oficios domésticos. En esos menesteres, el menor de los Torres, Juan José -Comáro -,  era su inmediato colaborador.
El otro Torres, Jesús María - Chócoa -, poco colaboró con la posada, pues se dedicó a trabajar en el monte, y fue así como construyó una bonita y grande finca sobre la quebrada La Venecia y Santos Gutiérrez. Luis Francisco Valdivieso manifestó que hacia 1920, un letrero grande instalado cerca a la vía férrea decía: “Propiedad de Jesús María Torres”. Según la descripción de don Rafael Rojas Bustos, Juan José Torres era tímido, de baja estatura, de tez morena, cabellos lacios y facciones indígenas que siempre fumaba tabaco y usaba un sombrero de jipijapa de alas muy cortas.
En enero de 1919 un voraz incendio destruyó unos cuarenta ranchos con techo de paja o palma que estaban encerrados en madera o bahareque, en los cuales se agrupaban centenares de trabajadores. Una vez que el incendio redujo a cenizas aquella ranchería, escasamente se podrían apreciar algunas viviendas. Los pisos de arena del sitio de La Gómez, (nombre dado en honor al ingeniero Eugenio Gómez Gómez, gerente del ferrocarril) sirvieron para que se establecieran los talleres en los cuales sobresalió como mecánico don Arturo Ruiz. Por esos días, María Cano, la luchadora socialista del momento, a quien llamaban La Flor del Trabajo, realizaba su sexta gira por el territorio nacional y en ella incluyó visitas a Bucaramanga, La Gómez y Puerto Wilches.

### La explotación norteamericana
A partir de 1924, sobre la hoya del río Lebrija, en un punto llamado Llaneros La Tigra, se iniciaron los trabajos para la exploración en búsqueda de petróleo, a cargo de la empresa norteamericana Colombian Syndicate. Una de las entradas principales para llegar al sitio de la exploración era por Regaderos (Provincia), por un camino amplio que llegaba hasta Campo 7.
A este sitio de La Tigra venían gentes de todas partes buscando una oportunidad de trabajo. A veces lo conseguían, pero muchos encontraron la muerte, unas veces a causa de paludismo, otras por las picaduras de animales o el zarpazo de los tigres.
Buscando petróleo también hicieron exploraciones las empresas Leonard Co. y Lobitos Oilfiels Ltda., en las cuales destacaba la figura de Mr. Blondy, quien precisamente se instaló sobre las propiedades que habían sido de los hermanos Torres y ya habían pasado a ser propiedad de don Alfonso Silva Silva, quien tenía como administrador a Vitalino Martínez. Este punto, llamado La Palestina, contó con aeropuerto propio (un poco más al occidente que el actual); un pequeño ferrocarril con vagones diminutos y sobre rieles muy angostos se deslizaba por la hermosa sabana hasta llegar a El Almendro, a unos doce kilómetros del actual casco urbano de Sabana de Torres.

### Inicios de la agricultura
Mientras tanto los escasos habitantes que trabajaban aserrando y labrando madera le dieron los primeros impulsos a la agricultura: Parmenio Mantilla Buitrago sembró su primera cosecha de arroz más allá de “la loma de los perros”, sobre la quebrada La Tabla de Mina. Como los resultados fueron buenos, siguieron su ejemplo pacho Sambrano, Santos Amorocho, Luis Francisco Valdivieso, Felisa Bustos de Rojas, Hipólito Jaimes y otros más. 
Auxiliados por los primeros agricultores, fueron llegando colonos que con sus trabajos hicieron pequeñas mejoras en las tierras que luego se convirtieron en prósperas haciendas. Pasaron muchos años sin que se conociera nombramiento de autoridad civil; las escasas contravenciones a la ley eran atendidas por la policía de Puerto Wilches, compuesta por un comandante, dos agentes de primera y treinta de segunda, quienes devengaban salarios un poco superiores a los agentes de otras regiones, en consideraciones del clima y de las diversas dificultades que conllevaba vivir en la zona.

### Administración de don Parmenio Mantilla
Parmenio Mantilla Buitrago había nacido en el vecino municipio de Rionegro el 8 de mayo de 1893 y, después de trabajar por cerca de veinte años como mayordomo de una hacienda de unos señores de apellido Mutis, comenzó a viajar como arriero hasta Puerto Santos, de donde pasó a Sabana de Torres en diciembre de 1928. Antes se había casado con Angélica Carreño en el corregimiento de Galápagos, del municipio de Rionegro. Instaló definitivamente su vida en un rancho pajizo en el sitio de “Los Toches”, actualmente el barrio Gaitán.
Inició su actividad de comerciante como socio en una tienda de Santos Amorocho; además de expender carne, aprovisionaba de polines el ferrocarril. En muchas ocasiones se le vio tomar en sus manos un costal de fique para ir hasta el tren y regresar con más de medio costal de billetes de diferentes denominaciones. Ya en su negocio comenzaba a cancelarle a los arrieros y obreros hasta que el volumen del costal se reducía tan solo a una cuarta parte de lo inicialmente recaudado.
A falta de médico, ejercía también esta noble profesión, pues la gente decía que era muy acertado en la formulación y aplicación de inyecciones, al igual que las aguas aromáticas, que las combinaba con rezos y masajes, especialmente a los mordidos por las serpientes que por esa época abundaban en esta región.Se dice incluso que a falta de párroco, administró los primeros o los últimos sacramentos con fe y profundo respeto cristianos. Aunque con ideas netamente liberales, ayudó a salvar la vida y bienes de sus contrarios, los conservadores. 
Para colaborar con la policía, Parmenio Mantilla Buitrago institucionalizó la autoridad civil. En tal condición era acatado y respetado e impartía justicia con equidad y honradez. Parmenio Mantilla Buitrago sobresalió su administración ad honorem por su gran espíritu cívico y el sentido de colaboración que logró comunicar a sus conciudadanos. Una de las festividades a las que más puso empeño fue a la fiesta de la Virgen del Carmen, cada 16 de julio, para cual invitaba al párroco de Puerto Wilches, Sacerdote Valdivieso. 
Don Parmenio colaboró además en la construcción de la primera capilla Católica y algunos Cultos Evangélicos y de la escuela pública. Cerca de una pesebrera de su propiedad acondicionó un cuarto encerrado en madera (actualmente El palacio municipal Don José María Torres) que sirvió de comando policial cuando los integrantes de este cuerpo armado permanecían en el pueblo. 
Debido a quebrantos de salud, Fue trasladado a Bogotá para recibir un tratamiento médico, pero desde entonces quedó debilitado física y económicamente. Después de algunos meses en reposo, regresó a Sabana de Torres y residió en su finca denominada EL naranjo - La Virgen -. 
El gobierno departamental le reconoció en parte sus invaluables servicios, dándole carácter Oficial como Comisario Rural De Policía a partir de mayo de 1949 hasta diciembre de 1951. Antes del nombramiento oficial figuraron como primera autoridad don Héctor Collazos y don Ángel María Correa. Este último fue nombrado inspector de policía del corregimiento de La Gómez, pero al no poder residir allí por diferencias con los pobladores, estableció en Sabana de Torres. Fue el señor Correa quien abrió los primeros libros de registro de nacimientos del futuro municipio.

## Economía
La economía de Sabana de Torres depende de varios sectores productivos agropecuario, minero, y maderero; algunos de ellos se encuentran bien organizados en asociaciones con estatutos y líneas de producción o comercialización muy claras, tal es el caso de los cultivadores de palma, y en buena parte los pescadores.
Otros sectores se manejan de forma artesanal es decir, que las actividades se realizan ocasionalmente por cualquier persona como subsistencia mientras consiguen un trabajo estable por ejemplo, los extractores de gravilla, canteras, arenas silíceas y oro. Así mismo, las acciones relacionadas con la extracción ilegal de madera se desarrollan de manera continua y son efectuados por personas que cuentan con los medios económicos para su aprovechamiento y transporte.
Por otra parte el sector ganadero es manejado libremente por los propietarios de fincas, algunas de las cuales tiene muy buenos forrajes con alta producción.
El sector agropecuario se encuentra compuesto por dos actividades: cultivo de palma y ganadería extensiva.
En el caso de los palmicultores se han identificado dos procesos en los cuales el medio ambiente se ve afectado. El primero de ellos tiene que ver con la cantidad del territorio destinado para esta actividad. Debido a la rentabilidad económica, en Sabana de Torres se está sembrando palma de aceite en cualquier parte sin tener en cuenta las condiciones agroecológicas del suelo y el segundo es el cultivo de pequeños productores donde siembran 10 hectáreas permitiendo otras actividades agrícolas en las fincas.
Características de la economía de Sabana de Torres
- Primer productor de leche en Santander alrededor de 70.000 litros diarios.
- Segundo productor en carne con 147.800 cabezas de ganado.
- Una producción aproximada de 350.000 pollos de engorde.
- Producción de en menor escala de la explotación piscícola.
- También es de alta consideración la explotación petrolera y gasífera convirtiendo esta actividad como eje principal de la economía en Sabana de Torres.

## Festividades
- Ferias y fiestas de los sectores productivos del Magdalena Medio, del 15 al 18 de agosto.

## Emisoras
- Paz Online emisora virtual de Sabana de Torres. 24 horas de programación Emisora Paz online de Sabana de Torres

- Sabana Stereo - Sabana de Torres 107.7 AM

## Vías de comunicación

### Aéreas
Cuenta con el Aeropuerto La Palestina de Las Cruces, consistente en una pista de aterrizaje de 1.200 metros asfaltada, ubicada en el perímetro urbano y sin sala de espera ni torre de control. Utilizada para vuelos privados contratados por Ecopetrol (debido a los campos petrolíferos, a cargo de contratistas de la petrolera) o de particulares en vuelos chárter o avionetas pequeñas, desde Bucaramanga o Barrancabermeja.

### Terrestres
Vías
El principal acceso actual se realiza a través de la llamada Troncal de la Paz conectando en el intercambiador de La Fortuna o Dagotá con la vía hacia Bucaramanga o hacia Barrancabermeja, la cual comunica el municipio con la capital del departamento en un trayecto de 110 km con dos horas de tiempo aproximadamente. Otros accesos con menor kilometraje de muy regulares especificaciones aumentan el tiempo de recorrido; los constituye la vía que desde La Azufrada sale a la vía hacia la vereda Uribe Uribe; el segundo acceso por antigua vía férrea la comunicaba con Bucaramanga, Puerto Wilches, Sabana de Torres en hora y media. Un cuarto acceso lo constituye la vía Troncal – Oriental – La Paz, con puntos de empalme en Rionegro, El Playón, La Esperanza, San Alberto, La Gómez. El acceso desde Barrancabermeja se realiza por la Troncal de la paz con puntos de empalme en el intercambiador de La Fortuna, Cascajera, San Rafael de Payoa, El Quince y La Gómez.
Transporte
En materia de transporte terrestre se cuenta con un buen servicio intermunicipal y veredal: Dos empresas (Lusitania, Cootransmagdalena) atienden el servicio con buses climatizados desde Bucaramanga hasta Sabana de Torres saliendo del terminal de transporte por el Módulo cuatro (4) con despacho desde las 5:00 a. m. cada hora hasta las 6:00 p. m., y de Sabana de Torres a Bucaramanga saliendo del parque Principal Los Fundadores en el mismo horario. Igualmente se cuenta con la empresa de expresos de taxis Cootrasabana que sale a cualquier hora de Bucaramanga o viceversa. Desde Barrancabermeja se cuenta con servicios de las mismas empresas atendiendo a horas estipuladas por las mismas y una a San Rafael de Lebrija, con despachos diarios. Con estas empresas compiten vehículos particulares tanto a Bucaramanga como a Barrancabermeja.

## Servicios públicos
- Energía Eléctrica: Electrificadora de Santander (ESSA), del grupo EPM, es la empresa prestadora del servicio de energía eléctrica.
- Gas Natural: Vanti es la empresa distribuidora y comercializadora de gas natural en el municipio.